# میناب
میناب یکی از شهرهای استان هرمزگان در جنوب ایران و مرکز شهرستان میناب است که به دلیل گسترش شهری و اجتماعی به فرمانداری ویژه ارتقاء یافته استمیناب یکی از شهرهای بزرگ استان هرمزگان و سرزمینی جلگه‌ای است که به‌علت داشتن منابع آب شرب به‌ویژه رودخانه میناب، یکی از قطب‌های کشاورزی هرمزگان است و از قدیم «گلستان جنوب» هم خوانده می‌شد.
تاریخ روستای میناب با تاریخ سرزمین «هرمز کهنه» درآمیخته است. بر اساس باور مردم بومی، این شهر توسط دو خواهر به نام‌های «بی‌بی مینو» و «بی‌بی نازنین» در روزگارانی کهن ساخته شده؛ طبق کتاب‌های تاریخی میناب شهری آباد بوده که با حمله مغولان ویران شده و تنها اثر به جای مانده از آن دوران دژ میناب است.  

## نام
دربارهٔ ریشه نام‌گذاری میناب گفته می‌شود که به دلیل نزدیکی به آب و وجود رودهای اطراف آن را «میان‌آب» نامیدند که بعدها به میناب تبدیل شد. به نظر برخی تاریخ‌دانان ریشه نامگذاری میناب، آب فراوان و رودخانه پرآب با آب شیرین آن بوده است قدیمی‌ترین نامی که در کتب تاریخی و در زمان هخامنشی از میناب برده شده شهر اورگانا بوده است.
از میناب با نام‌های مینو، مینا، هرمز، هارموز، آنامیس و توسط نئارخوس دریانورد مقدونی در سفرنامه‌اش با عنوان هارموز یا آرموز نام برده شده است.

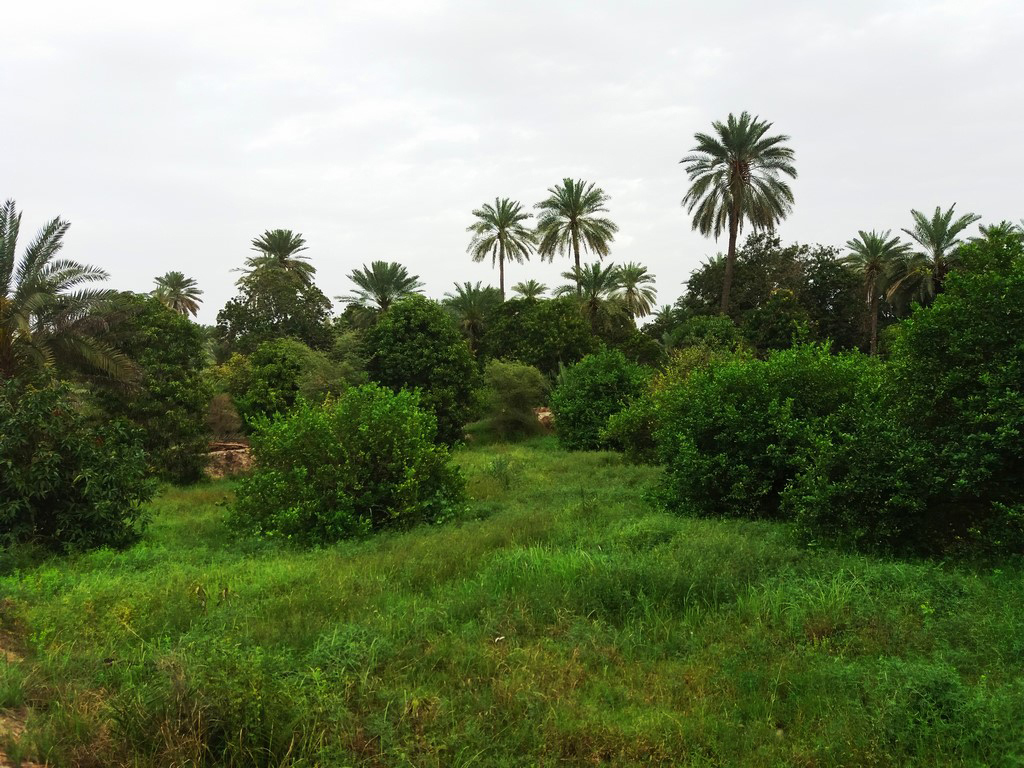
نخلستان و باغ‌های میناب

## تاریخچه

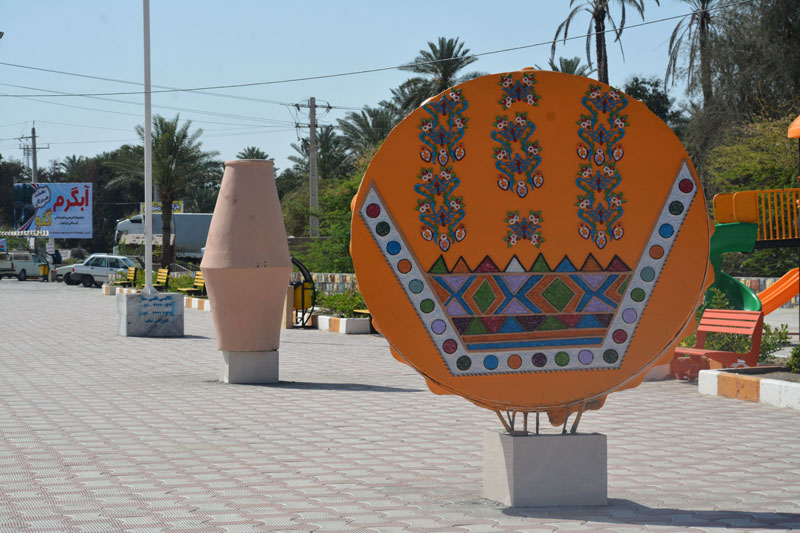
قلعهٔ هزاره در میناب

سکونت در جلگهٔ میناب بیش از ۱۰۰ هزار سال قدمت دارد. بنیان شهر میناب را به زمان ساسانیان نسبت می‌دهند؛ اما بعضی از اسناد تاریخی موجود نشان می‌دهد این شهرستان از قدمتی بیش از ۲۵۰۰ سال برخوردار است. میناب در سال ۱۳۱۰ خورشیدی در تقسیمات کشوری به شهر تبدیل شد و در سال ۱۳۳۴ به شهرستان ارتقاء یافت.

## جمعیت
بر پایه سرشماری عمومی نفوس و مسکن در سال ۱۳۹۵ جمعیت این شهر ۷۳٬۱۷۰ نفر (۱۹٬۰۲۳ خانوار) بوده و از این نظر دومین شهر بزرگ و پرجمعیت در بین شهرهای استان هرمزگان است.

## مردم‌شناسی
ترکیب قومی میناب از پارس‌تباران هرمزی (مینابی)، عرب‌های حاشیه خلیج فارس، بلوچ‌ها و بحرینی‌ها وبشاگردی‌ها است.

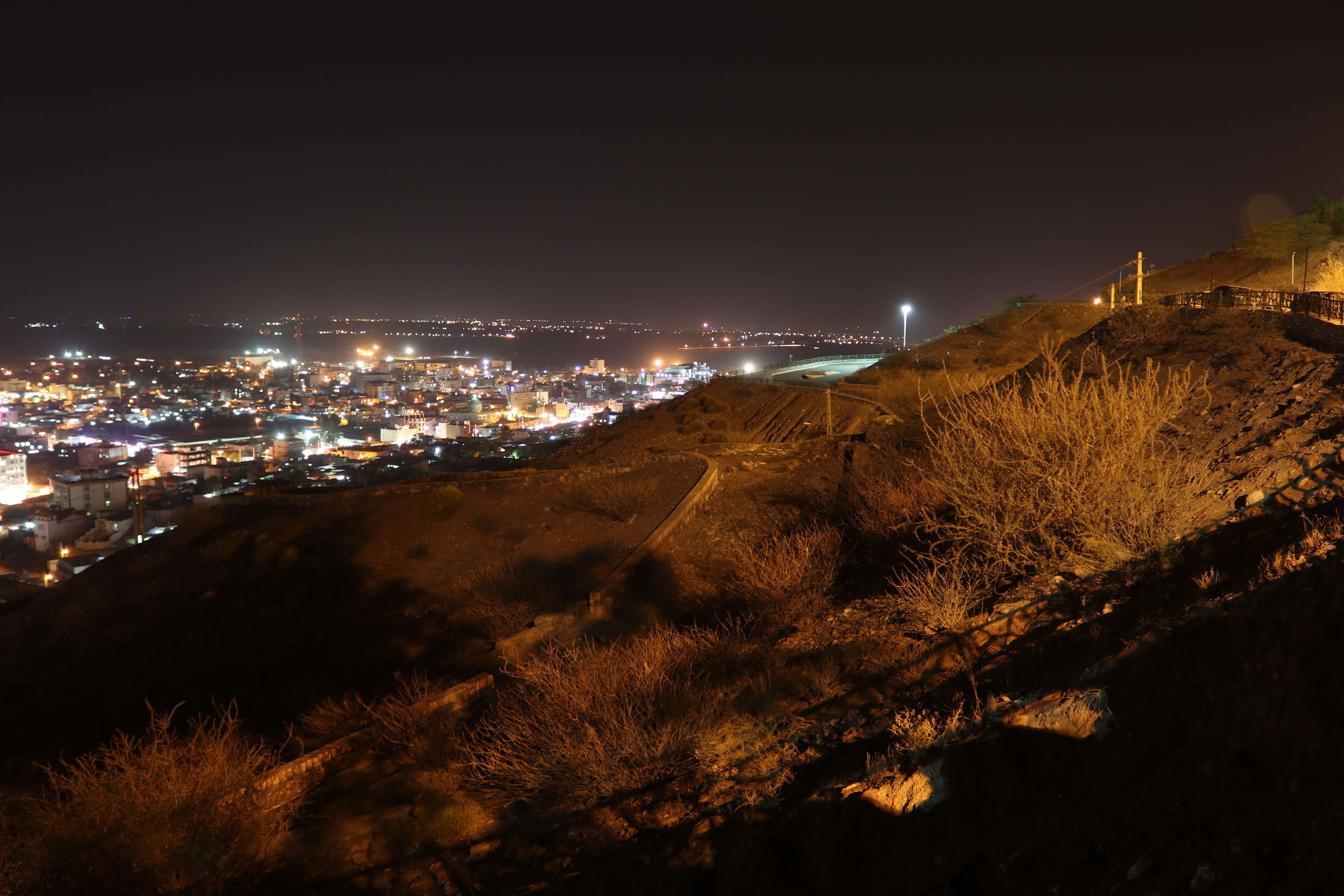
میناب در شب

### زبان
در شهر میناب و سایر مناطق شهرستان میناب، مردم به زبان فارسی گویش مینابی حرف می‌زنند. گویش مینابی که در جنوب ایران و حاشیهٔ دریای مکران رایج است، زیرشاخهٔ گویش بَشکَردی است و حدفاصلی است میان گویش‌های لارستانی و بلوچی و بشکردی در جنوب شرقی ایران.

## جغرافیا

### آب و هوا
میناب دارای آب و هوای بیابانی گرم و مرطوب است. دمای حداکثر در تابستان‌ها با میانگین دمای روزانه ۳۷ درجه سانتی‌گراد (۹۹ درجه فارنهایت) از ماه مه تا سپتامبر است، در حالی که در زمستان‌ها حداقل دما ممکن است به ۵ درجه سانتی‌گراد (۴۱ درجه فارنهایت) برسد. میزان بارندگی سالانه حدود ۱۲۴ میلی‌متر (۴٫۹ اینچ) است. سطح رطوبت در میناب در طول سال متغیر است، به طوری که اوت مرطوب‌ترین ماه با ۵۸٪ رطوبت است، در حالی که مه خشک‌ترین ماه با ۴۵٪ رطوبت است.
| داده‌های اقلیم Minab, Iran         | داده‌های اقلیم Minab, Iran | داده‌های اقلیم Minab, Iran | داده‌های اقلیم Minab, Iran | داده‌های اقلیم Minab, Iran | داده‌های اقلیم Minab, Iran | داده‌های اقلیم Minab, Iran | داده‌های اقلیم Minab, Iran | داده‌های اقلیم Minab, Iran | داده‌های اقلیم Minab, Iran | داده‌های اقلیم Minab, Iran | داده‌های اقلیم Minab, Iran | داده‌های اقلیم Minab, Iran | داده‌های اقلیم Minab, Iran |
| ماه                               | ژانویه                    | فوریه                     | مارس                      | آوریل                     | مه                        | ژوئن                      | ژوئیه                     | اوت                       | سپتامبر                   | اکتبر                     | نوامبر                    | دسامبر                    | سال                       |
| --------------------------------- | ------------------------- | ------------------------- | ------------------------- | ------------------------- | ------------------------- | ------------------------- | ------------------------- | ------------------------- | ------------------------- | ------------------------- | ------------------------- | ------------------------- | ------------------------- |
| سابقهٔ بیش‌ترین °C (°F)             | ۳۰٫۱۶ (۸۶)                | ۳۱٫۲۳ (۸۸)                | ۳۶٫۶۲ (۹۸)                | ۳۹٫۸۵ (۱۰۴)               | ۴۶٫۳۱ (۱۱۵)               | ۴۷٫۳۹ (۱۱۷)               | ۴۷٫۳۹ (۱۱۷)               | ۴۶٫۳۱ (۱۱۵)               | ۴۴٫۱۶ (۱۱۱)               | ۴۲٫۰ (۱۰۸)                | ۳۵٫۵۴ (۹۶)                | ۳۲٫۳۱ (۹۰)                | ۴۷٫۳۹ (۱۱۷)               |
| میانگین بیش‌ترین °C (°F)           | ۲۴٫۳۶ (۷۶)                | ۲۵٫۱۸ (۷۷)                | ۲۸٫۸۹ (۸۴)                | ۳۳٫۸۷ (۹۳)                | ۳۸٫۷ (۱۰۲)                | ۴۱٫۰۶ (۱۰۶)               | ۴۰٫۹۹ (۱۰۶)               | ۴۰٫۲۸ (۱۰۵)               | ۳۹٫۳۳ (۱۰۳)               | ۳۶٫۲۷ (۹۷)                | ۳۰٫۴۱ (۸۷)                | ۲۶٫۴۷ (۸۰)                | ۳۳٫۸۲ (۹۳)                |
| میانگین روزانه °C (°F)            | ۲۲٫۴۷ (۷۲)                | ۲۳٫۳۵ (۷۴)                | ۲۶٫۸۵ (۸۰)                | ۳۱٫۶۱ (۸۹)                | ۳۶٫۳۲ (۹۷)                | ۳۸٫۷۱ (۱۰۲)               | ۳۸٫۸۴ (۱۰۲)               | ۳۸٫۱۵ (۱۰۱)               | ۳۷٫۰۱ (۹۹)                | ۳۴٫۰۵ (۹۳)                | ۲۸٫۴۷ (۸۳)                | ۲۴٫۴۸ (۷۶)                | ۳۱٫۷ (۸۹)                 |
| میانگین کم‌ترین °C (°F)            | ۱۹٫۴۷ (۶۷)                | ۲۰٫۴۷ (۶۹)                | ۲۳٫۶ (۷۴)                 | ۲۷٫۸۷ (۸۲)                | ۳۱٫۹۹ (۹۰)                | ۳۴٫۳۵ (۹۴)                | ۳۵٫۰۲ (۹۵)                | ۳۴٫۵۵ (۹۴)                | ۳۲٫۹۹ (۹۱)                | ۳۰٫۵۱ (۸۷)                | ۲۵٫۲۴ (۷۷)                | ۲۱٫۱۶ (۷۰)                | ۲۸٫۱ (۸۳)                 |
| سابقهٔ کم‌ترین °C (°F)              | ۱۴٫۰ (۵۷)                 | ۱۰٫۷۷ (۵۱)                | ۱۷٫۲۳ (۶۳)                | ۱۴٫۰ (۵۷)                 | ۲۶٫۹۳ (۸۰)                | ۳۰٫۱۶ (۸۶)                | ۲۶٫۹۳ (۸۰)                | ۲۶٫۹۳ (۸۰)                | ۲۵٫۸۵ (۷۹)                | ۲۲٫۶۲ (۷۳)                | ۱۴٫۰ (۵۷)                 | ۱۵٫۰۸ (۵۹)                | ۱۰٫۷۷ (۵۱)                |
| بارندگی میلی‌متر (اینچ)            | ۴۸٫۰ (۱٫۸۹)               | ۵۴٫۲۶ (۲٫۱۴)              | ۳۰٫۲ (۱٫۱۹)               | ۱۴٫۹۶ (۰٫۵۹)              | ۱٫۱۶ (۰٫۰۵)               | ۰٫۰۲ (۰)                  | ۱٫۲۲ (۰٫۰۵)               | ۴٫۴۴ (۰٫۱۷)               | ۰٫۱۷ (۰٫۰۱)               | ۱۰٫۲۴ (۰٫۴)               | ۲۳٫۵۳ (۰٫۹۳)              | ۲۳٫۸۱ (۰٫۹۴)              | ۲۳۳٫۸۱ (۹٫۲۱)             |
| میانگین روزهای بارندگی            | ۳٫۳۳                      | ۴٫۷۹                      | ۳٫۰۴                      | ۱٫۵۶                      | ۰٫۳۹                      | ۰٫۰                       | ۰٫۳۹                      | ۰٫۸۸                      | ۰٫۰                       | ۲٫۰۶                      | ۳٫۷۲                      | ۲٫۳۵                      | ۱٫۸۷                      |
| درصد رطوبت                        | ۵۸٫۸۳                     | ۵۹٫۰۶                     | ۵۸٫۶۱                     | ۵۲٫۸۵                     | ۴۹٫۸۵                     | ۵۴٫۱۷                     | ۶۰٫۹۵                     | ۶۲٫۳۴                     | ۵۸٫۶۶                     | ۵۵٫۴۸                     | ۵۲٫۰۴                     | ۴۸٫۹۵                     | ۵۵٫۹۸                     |
| میانگین روزانه ساعت‌های تابش آفتاب | ۲۸۳                       | ۲۵۵                       | ۳۵۶                       | ۴۱۵                       | ۴۴۸                       | ۴۴۹                       | ۴۴۸                       | ۴۳۴                       | ۳۸۷                       | ۳۸۶                       | ۲۸۵                       | ۲۸۶                       | ۴٬۴۳۲                     |
| منبع: weatherandclimate.com       |                           |                           |                           |                           |                           |                           |                           |                           |                           |                           |                           |                           |                           |

## جاذبه‌های گردشگری
- قلعه بی‌بی مینو (قلعه هزاره)
- سد استقلال (میناب)
- پل میناب
- نخلستان‌ها و باغ‌های میناب
- پنج‌شنبه بازار میناب
- بام میناب (کوهستان پارک)
- سواحل میناب
- قلعه کردر
- باغات کردر
- باغات انبه بلیلی
- امامزاده شاه مرعش
- آستانه حضرت ابوالفضل (احمدآباد)
- سواحل تفریحی کوهستک
- قلعه سندرک
- زیارت میرعمر (راونگ)
- بندر تاریخی تیاب (تیو)
- اقامتگاه بومگردی

## راه‌های ارتباطی
شهر میناب به عنوان دومین شهر بزرگ استان هرمزگان، از طریق بزرگراه به بندرعباس و سپس به بندر خمیر متصل است. همچنین، میناب با جاده‌های اصلی آسفالته به شهرهای دیگری همچون بندر جاسک، سیریک، سندرک، رودان و کهنوج وصل شده است.